# Taurus 605
Taurus Model 605 hay Taurus 605 là loại súng ngắn ổ quay với ổ đạn 5 viên và nòng ngắn dùng loại đạn .357 Magnum. Nó có hai màu thép sáng và tối. Một số mẫu có búa điểm hỏa trong khi các mẫu khác thì không có. Cũng giống như các súng ổ quay Taurus khác nó có bộ phận khóa rời. M605 được giới thiệu lần đầu tiên vào năm 1995.